# Hylaeus subcoronatus
Hylaeus subcoronatus är en biart som beskrevs av Rayment 1935. Hylaeus subcoronatus ingår i släktet citronbin, och familjen korttungebin. Inga underarter finns listade i Catalogue of Life.